# 13 (tal)
 For alternative betydninger, se 13 (flertydig). (Se også artikler, som begynder med 13)
13 (tretten) er:
- Det naturlige tal efter 12, derefter følger 14
- Et heltal
- Et ulige tal
- Et primtal, mere specielt et pythagoræisk primtal (4×3 + 1 = 22+32). Derudover primtalstvilling til 11, en del af primtalsfirlingerne 11, 13, 17 og 19 og latmirp til 31
- Et heldigt tal
- Et stjernetal
- Det 7. i rækken af fibonaccis tal

## 13-tallets mystik
13 anses oftest som et uheldigt tal. Helt galt er det, hvis den 13. i en måned falder på en mandag eller fredag.
I mange skyskrabere findes 13. etage ikke, man kommer fra 12. til 14. etage. Ligeså med hotellers værelse nummer 13, det eksisterer ikke. I mange byer eksisterer husnummer 13 ikke i de ældre gader, således ikke i hverken Horsens eller Århus.
I København havde man tidligere sporvognslinje 12 og 14, mens linje 13 var sprunget over, indtil 1914 hvor også linje 13 kom ud at køre.
Mange lufthavne har ikke udgang nummer 13, og mange fly har ikke plads nummer 13, heller ikke SAS.
Apollo 13 blev sendt mod månen den 11. april 1970. Den startede kl. 14:13 og medførte astronatuter nr. 13, 14 og 15. De første to dages rumfærd forløb uden problemer – men så den 13. april gik det galt. Og rumskibet måtte vende tilbage til Jorden med uforrettet sag.

### Myternes oprindelse
Det særlige (og ikke nødvendigvis det uheldige) ved tallet 13 kan føres tilbage til de gamle sumerer der boede i det der i dag hedder Irak. De fandt frem til at et måneår er på 12 x 30 dage, mens solåret er på 365,25 dage. Det gav en forskel på fem dage hver år. Så hvert 6. år indskød de en 13. måned, som derfor var noget særligt.
Inden for mange religioner er 12 et helligt tal, men som følge heraf er 13 også noget særligt – én mere end 12. Og det særlige blev ofte også helligt; men helligt kan være farligt og tabubelagt.
Det uheldige ved at være 13 til bords, har sin rod i beretningen om den sidste nadver, hvor de var 13 til bords, med Judas der forrådte Jesus. 13 kaldes undertiden for Judas' tal. I den nordiske mytologi var der 13 guder til bords i Valhal. Balder var en af disse, og han blev myrdet. I eventyret Tornerose bliver der kun inviteret tolv af de tretten feer til bords, og det får alvorlige konsekvenser, da den trettende fe forbander Tornerose, så hun må sove i hundrede år.
Grundtvig kaldte 13-tallet for et "ilde berygtet tal".
Babylonierne betragtede 13 som underverdenens tal. Det 13. kapitel i Johannes' åbenbaring handler om antikrist.
Det var fredag den 13. oktober 1307, at utallige tempelherrer (riddere af den gejstlige Tempelherreorden) blev fanget, tortureret, brændt på bålet og skatte beslaglagt efter ordre fra Kong Philip IV af Frankrig. Siden er fredag den 13. blevet betragtet som uheldig dag. Dog blev der på grund af skiftet fra den julianske kalender til den gregorianske kalender sprunget 10 dage over. Derfor var fredag den 13. egentlig søndag den 22.
13 er tallet for død, genfødsel og fornyelse. Indenfor Tarot er således det 13. kort "Døden", hvorom siges, at han ikke er den der tilintetgør, men den der renser grunden og muliggør, at noget nyt kan vokse op. Han er døden af det gamle jeg, der fører til genfødsel i det åndelige.
Og så siger vi jo 7-9-13 når noget ondt skal afværges (se Triskaidekaphobia).

### Det gode 13-tal
13-tallet har også nogle gode sider:
- I jødedommen bliver en ung mand myndig, når han fylder tretten.
- De engelske kolonier på Nordamerikas østkyst, som i 1776 rev sig løs og dannede De Forenede Stater, var netop 13 i antal, hvorved 13 blev et lykketal. Og den dag i dag har USA's flag 13 striber (men en stjerne for hver stat).
- 13 er den hellige grals og dermed troens tal. Og i antikken var 13 symbol på kraft og ophøjethed, ligesom tallet i nogle indianske kulturer er helligt.
- På 13-skalaen var den højest opnåelige karakter 13 og blev givet for "den usædvanlig selvstændige og udmærkede præstation".
- I tips giver en 13'er den største præmie.

## Andet
- Der er 13 klør, 13 spar, 13 hjerter og 13 ruder (kulører) i et sæt spillekort

## I kemi
- Grundstoffet aluminium har atomnummer 13.

## Eksterne kilder
- Achen, Sven Tito: Symboler omkring os, Gad 1985
- Herder Lexicon: Symbole, Herder Freiburg 1982
- Biedermann, Hans: Gads symbolleksikon, Gad 1991
- Dahlby, Frithiof: Symboler i kirkens billedsprog, G.E.C. Gad, 1985
- Cirlot, J.E.: A Dictionary of Symbols, Routledge & Hegan Paul, 1987
- Lundskovs netsted
- Fredag den 13. Arkiveret 18. april 2009 hos  Wayback Machine Artikel på Dansk Folkemindesamlings site.  (Webside ikke længere tilgængelig)